# Е Фэн
Е Фэн (кит. трад. 葉楓, упр. 叶枫, английское имя — Джулия Е, урождённая Ван Цзюлин 王玖玲) — китайская актриса и певица, звезда гонконгского кинематографа 1950—1960 годов.
Е Фэн родилась в Хубэе, после гражданской войны с родителями перебралась на Тайвань. В 1957 году подписала контракт с гонконгской компанией Motion Picture & General Investment Co. Ltd. Компания в то время специализировалась на выпуске семейных комедий, и именно съёмки в фильмах данного жанра принесли актрисе наибольшую известность. В период с 1957 по 1964 год актриса снялась в более чем 20 фильмах. В 1965 году она подписала контракт с Shaw Brothers, и с этого момента её карьера начала катиться к закату. Сыграв в шести фильмах, актриса покинула киноиндустрию, вышла замуж и переехала в США.

## Биография
Ван Цзюлин родилась 19 октября 1937 года в городе Ханькоу провинции Хубэй. В 1948 году, накануне завершения гражданской войны, вместе с родителями и старшей сестрой перебралась на Тайвань, здесь же поступила в среднюю школу. В 1954 году Цзлюлин была замечена представителями американской компании Universal Studios и приглашена на съёмки фильма, однако появиться на экране девушке не удалось: производство картины было остановлено на середине процесса.
В том же году Ван Цзюлин отправляется в Гонконг, по её собственном словам, «чтобы развеяться». Режиссёр Чжан Чэ, знавший Цзюлин ещё до её приезда в Гонконг, вспоминал, что старшая сестра будущей актрисы была замужем за командиром военно-воздушных сил Тайваня, хорошим приятелем Цзян Цзинго, и только благодаря хорошим связям Цзюлин смогла покинуть Тайвань в то время, как остров находился на военном положении (1949—1987 гг.).
По приезде в Гонконг в одном из ресторанов эффектную высокую девушку заметил известный режиссёр Ли Ханьсян, который в то время был занят поисками новых талантов для компании «Юнхуа» (永华). Ли предложил Цзюлин попробовать себя в кинематографе, и в скором времени девушка подписала контракт с «Юнхуа». Впрочем, и здесь обстоятельства не благоприятствовали Цзюлин: компания разорилась и контракт был аннулирован. Начинающую актрису приглашали две другие компании, «Синьтянь» (新天) и «Гофэн» (国风), однако в обоих случаях дело не дошло даже до подписания контракта. Наконец, в 1957 году Цзюлин была приглашена на съёмки в фильм «Наша сестрица Хэди» компании Motion Picture & General Investment Co. Ltd. В это же время она выбирает себе псевдоним — Е Фэн (葉楓) — ананим от слова «кленовый лист» (楓葉). Хотя в первой картине актриса получила малозаметную роль второго плана, её эффектная внешность и живая игра произвели на зрителей огромное впечатление, настолько сильное, что менеджеры компании немедля подписали с актрисой полноценный контракт. Уже в марте 1958 года, всего через пару месяцев после выхода в прокат «Нашей сестрицы Хэди», автор статьи в журнале International Screen (официальном печатном издании Motion Picture & General Investment Co. Ltd.) признавался, что поклонники сравнивают Е Фэн со стремительно набирающей популярность в США Ким Новак и другой китайской актрисой — Бай Гуан, которая также получила известность благодаря образу роковой женщины-обольстительницы.
Для MP&GI Е Фэн снялась почти в двух десятках фильмов. Как правило, она появлялась в комедиях (фильмы этого жанра были основным профилем компании), где играла независимых, романтичных, но в то же время соблазнительных и роковых девушек. Помимо неплохой актёрской игры актриса обладала хорошими вокальными данными: она снялась в нескольких музыкальных комедиях, где сама исполнила музыкальные темы (в то время среди гонконгских актрис петь на севернокитайском могли только Грэйс Чан и Е Фэн). В 1964 году после гибели основателя компании Лу Вантхоу Е Фэн покидает MP&GI и подписывает контракт с другой крупнейшей гонконгской кинокомпанией — Shaw Brothers. Однако в середине 1960-х годов Shaw Brothers, опьянённые успехом исторической драмы «Лян Шаньбо и Чжу Интай», ставят производство исторических фильмов на поток. К своим 30 годам Е Фэн уже утратила былую привлекательность и теперь получала либо второстепенные роли овдовевших жён и матерей, либо те роли первого плана в исторических фильмах, которые никак не вязались с её былым сценическим образом. Всё это привело к тому, что уже через пять лет актриса объявила о том, что покидает кинематограф. Она в четвёртый раз вышла замуж и эмигрировала в США.

## Личная жизнь
В 1960-е годы личная жизнь Е Фэн привлекала едва ли не больше внимания, чем её роли в кино: семь из десяти статей об актрисе, которые появлялись в гонконгской прессе, так или иначе касались её личной жизни.
Всеобщее внимание девушка привлекла к себе, ещё не успев начать карьеру актрисы. Подписав договор с компанией «Юнхуа», она получила на руки депозитный кредит суммой 3000 гонконгских долларов. Е Фэн остро нуждалась в деньгах и поэтому была вынуждена обратиться к ростовщику-индусу, который выдал заём под чек. Через некоторое время, когда выяснилось, что стоящая на грани банкротства компания никаким образом не сможет оплатить выданные чеки, ростовщик списал девушке долг, но под благовидным предлогом стал добиваться её расположения. Через некоторое время его ухаживания увенчались успехом и пара оформила брачные отношения. Жених настаивал на том, чтобы Е Фэн бросила актёрскую карьеру и посвятила себя семье и детям, однако в скором времени пара рассталась. Через некоторое время в прессе появились слухи, о том что Е Фэн стала сожительствовать с другом бывшего мужа, а ещё через некоторое время просочилась информация о третьем ухажёре, также индусе. От первого брака у Е Фэн, которой к тому времени едва исполнился 21 год, остались двое детишек-полукровок. Гонконгская пресса бурно отреагировала на любовные приключения юной актрисы: её называли «индусской подстилкой», которая позорит китайскую нацию. Сама девушка отвечала, что не делает никакой разницы между представителями разных рас: «Любовь свободна. Белый, чёрный, жёлтый, если я смогла полюбить, цвет не имеет никакого значения».
В 1960 году пресса сообщила о том, что актриса встречается с тайваньским баскетболистом Ли Наньхуэем, который заявлял, что их свадьба — это всего-лишь вопрос времени. Однако в том же году на съёмочной площадке фильма «喋血贩马场» актриса познакомилась с молодым гонконгским актёром Чжан Яном, и в скором времени появились слухи об их отношениях. Поскольку согласно законодательству Е Фэн всё ещё числилась в браке с индийским мужем, а развод мог состояться не раньше 1963 года, пара отправилась на Филиппины и там совершила помолвку. В 1964 году Е Фэн и Чжан Ян официально оформили брак, который продержался чуть более года: в июне 1965 года Чжан Ян подал на развод, аргументировав своё решение тем, что не может смириться с изменой супруги, которая к тому времени завела отношения с другим актёром Лин Юнем. В скором времени после оформления развода Е Фэн обвенчалась с Лин Юнем, который был на четыре года её младше. Для 28-летней Е Фэн брак с Лин Юнем стал третьим и последним, как она уверяла. Данные отношения действительно продлились сравнительно долго — 18 лет. В 1983 году Лин Юнь потребовал от супруги развод. Спустя шесть лет актриса вышла замуж в четвёртый и последний раз: на этот раз за того самого баскетболиста Ли Наньхуэя, который 30 годами ранее утверждал, что их «свадьба — лишь вопрос времени».

## Короткое возвращение
Покинув Гонконг в конце 1980-х годов, Е Фэн на десять лет выпала из поля внимания прессы. Актриса периодически получала предложения на съёмки в фильмах, но ни один из проектов в итоге не увенчался успехом. Внезапное возвращение Е Фэн состоялось в 1996 году на 14-й церемонии вручения Гонконгской кинопремии. Актриса не только вручила премии, но и исполнила несколько песен, впервые за свою карьеру выступив на сцене перед большой аудиторией.
В 2002 году Е Фэн приняла участие в концерте, организованном композитором Джозефом Ку и поэтом Джеймсом Вонгом. Запись концерта была выпущена на DVD под названием «葉楓與唱家班國語金曲30年演唱會».
После этого актриса вновь покинула сцену и экран, на этот раз — навсегда.

## Фильмография
Тире (—) отмечены фильмы, которые не издавались и в настоящее время недоступны ни в каком формате.

| Год  | Русское название                | Китайское название | Международное название       | Релиз  |
| ---- | ------------------------------- | ------------------ | ---------------------------- | ------ |
| 1957 | Наша сестрица Хэди              | 四千金             | Our Sister Hedy              | DVD    |
| 1959 | Стюардесса                      | 空中小姐           | Air Hostess                  | DVD    |
| 1959 | На веки вечные                  | 天长地久           | The Tragedy of Love          | —      |
| 1959 |                                 | 歌迷小姐           | Miss Songbird                | TV Rip |
| 1959 | Персиковое облако               | 桃花运             | The Wayward Husband          | —      |
| 1959 | Шестнадцатилетняя красавица     | 二八佳人           | Too Young to Love            | —      |
| 1959 | Свадебные колокольчики для Хэди | 兰闺风云           | Wedding Bells for Hedy       | —      |
| 1960 | Сестрица Длинные ножки          | 长腿姐姐           | Sister Long Legs             | DVD    |
| 1960 |                                 | 铁臂金刚           | The Iron Fist                | —      |
| 1960 |                                 | 喋血贩马场         | Time Is Running Short        | —      |
| 1960 |                                 | 睡美人             | Sleeping Beauty              | —      |
| 1960 |                                 | 女秘书艳史         | Miss Secretary               | —      |
| 1960 |                                 | 红男绿女           | Swindler’s Delight           | —      |
| 1961 | Солнце, Луна и Звезда           | 星星、月亮、太阳   | Sun, Moon and Star           | 2DVD   |
| 1961 |                                 | 贼美人             | The Girl with the Golden Arm | —      |
| 1962 |                                 | 野花恋             | Come Rain, Come Shine        | —      |
| 1962 |                                 | 桃李争春           | It’s Always Spring           | DVD    |
| 1962 |                                 | 花好月圓           | Love in Bloom                | DVD    |
| 1963 |                                 | 莺歌燕舞           | Mad About Music              | DVD    |
| 1964 |                                 | 一曲难忘           | Please Remember Me           | —      |

| Год  | Русское название    | Китайское название | Международное название      | Релиз        |
| ---- | ------------------- | ------------------ | --------------------------- | ------------ |
| 1964 |                     | 山歌恋             | The Shepherd Girl           | DVD          |
| 1964 |                     | 血溅牡丹红         | The Warlord And The Actress | DVD          |
| 1965 | Слёзы слепой любви  | 痴情泪             | Pink Tears                  | DVD          |
| 1966 | Ядовитая роза       | 毒玫瑰             | Poisonous Rose              | ZiiEagle Box |
| 1966 |                     | 欢乐青春           | The Joy of Spring           | —            |
| 1969 | Весенние шелкопряды | 春蚕               | Farewell My Love            | DVD          |
| 1969 |                     | 碧海青天夜夜心     | Unfinished Melody           | DVD          |

| Год  | Русское название      | Китайское название | Международное название | Релиз |
| ---- | --------------------- | ------------------ | ---------------------- | ----- |
| 1968 | Нет времени на любовь | 游龙戏凤           | No Time for Love       | —     |